# Ynde
Ynde är en ort i Sölvesborgs kommun. Innan 1880 överfördes Ynde från Blekinge län till Kristianstads län. 1 januari 1890 återfördes Ynde, och även Valje, till Blekinge län.